# Hérisson

Hérisson este o comună în departamentul Allier din centrul Franței. În 1 ianuarie 2022 avea o populație de 564 de locuitori.